# Motorvägar i Österrike
I Österrike finns det 1677 kilometer motorväg. De är avgiftsbelagda, man måste köpa ett klistermärke som finns i års-, 2-månads- och 10-dagarsvariant.
Motorvägarna i Österrike är inte helt sammanhängande. Det finns motorvägar i den västra och den östra delen av landet men i den mittersta delen saknas dessa. Detta beror på att naturen med alla berg gör vägbyggen komplicerade. För den som ska från Salzburg till Innsbruck finns visserligen vägar som förbinder dessa två städer inom landet men dessa rekommenderas inte då detta är smala vägar som dessutom tar längre tid att köra på. Motorvägar finns inte på denna sträcka. Istället rekommenderas trafikanterna att ta motorvägen från Salzburg via Tyskland för att sedan åter komma till Österrike på den motorväg som går via Kufstein till Innsbruck. Idag är detta inga problem då Schengenavtalet förenklar resor av detta slag. Förr var det däremot mer komplicerat då det var pass och tull mellan Tyskland och Österrike. Det kunde vara långa köer vid Salzburgs gränskontroll.
Fortfarande är de internationella motorvägssträckorna i Österrike bristfälliga. Motorvägsförbindelser finns till Slovakien, Italien, Slovenien, Tyskland och Ungern. Till Schweiz och Tjeckien saknas dock fortfarande flera av de motorvägssträckor som egentligen behövs. Senast blev det förbindelse med Slovakien och Bratislava som började byggas ut 2004 och som var den felande länken mellan Bratislava och Wien. Den blev klar i november 2007 (A6). När det gäller motorvägen mot Schweiz är det främst schweizarna som av hänvisning till miljö- och naturskäl lyckats fördröja projektet. Luckan är ett fåtal km.
Ska man färdas i nordsydlig riktning över Alperna i förlängning mellan Tyskland och Italien är vägen via Kufstein och Innsbruck enda möjliga alternativet om man vill färdas på motorväg hela tiden. Nära gränsen mot Italien finns det så kallade Brennerpasset, som alltså är en del av denna nordsydliga motorvägsförbindelse. Även Tauernmotorvägen (A10 i Österrike, ej motorväg i tunnlar) är ett möjligt alternativ, främst för trafik som ska från norra Europa till sydöstra (Venedig, Trieste, Slovenien, Kroatien m.m.). En annan nästan komplett motorvägssträcka i nordsydlig riktning över Alperna i förlängning mellan Tyskland och Italien är vägen i Schweiz via Sankt Gotthardstunneln, som också är utbyggd till motorväg hela vägen förutom genom tunneln.

## Historik
De första planerna på motorvägar i Österrike uppstod efter Anschluss 1938. Tyskarna var intresserade av motorvägar igenom alppassen ner mot Italien och mellan München - Wien. Fram till 1942 hann man färdigställa ett antal kilometer motorväg vid Salzburg nära den tyska gränsen. Fram till krigsslutet fanns vid motorvägsinfarten till staden en portal i granit med riksörnen uppepå designad av Albert Speer som hälsade människor välkomna in till staden.
Efter kriget dröjde det innan motorvägsbyggena återupptogs. Österrike var, precis som Tyskland, delat i ockupationszoner av de fyra segrarmakterna. Efter att Österrike åter blev självständigt 1955 började man bygga motorvägar i större skala på nytt. 1967 var motorvägen Wien - Salzburg helt färdigställd, över trehundra kilometer lång. Under 1960-talet började man att bygga ett antal storartade bergsmotorvägar. Den mest kända av dessa är Brennermotorvägen mellan Innsbruck i Österrike mot den italienska gränsen. Europabron som är nära Salzburg går nästan 200 meter högt över en dal. Därefter följde Tauernmotorvägen mellan Salzburg och Villach nära den dåvarande jugoslaviska och italienska gränsen och Pyhrnmotorvägen mellan Graz och Wels nära den tyska gränsen som färdigställdes helt 2004.

## Motorvägssträckor i Österrike
- A1: Wien - Linz - Salzburg
- A2: Wien - Wechsel - Graz - Klagenfurt - (Italien)
- A3: ansluter till motorvägen A2 - Guntramsdorf - Eisenstadt
- A4: Pratern - Wien - Simmering - Bruck an der Leitha - Parndorf - Nickelsdorf - (Ungern)
- A6: Bruckneudorf - Kitsee - (Slovakien)
- A7: Linz - Unterweitersdorf
- A8: Sattledt - Wels - (Tyskland)
- A9: Sattledt - Graz - Spielfeld - (Slovenien)
- A10: Salzburg - Tauern - Villach
- A11: Villach - (Slovenien)
- A12: Landeck - Innsbruck - Kufstein - (Tyskland)
- A13: Innsbruck - (Italien) (Motorväg over Brennerpasset)
- A14: (Tyskland) - Hörbranz - Feldkirch - Bludenz
- A21: förbindelsemotorväg mellan motorvägarna A1 och A2 utanför Wien
- A22: Wien - Stockerau
- A23: lokal stadsmotorväg i Wien
- A25: förbindelsemotorväg mellan motorvägarna A1 och A8 utanför Wels